# Viru-Jaakobi församling
Viru-Jaakobi församling (estniska: Viru-Jaakobi kogudus) är en församling som tillhör Viru kontrakt inom den Estniska evangelisk-lutherska kyrkan. Församlingen omfattar Vinni kommun och Rägavere kommun i landskapet Lääne-Virumaa.

## Större orter
- Tudu (småköping)
- Vinni (småköping)
- Viru-Jaagupi (småköping)